# Rhytidophyllum exsertum
Rhytidophyllum exsertum är en tvåhjärtbladig växtart som beskrevs av August Heinrich Rudolf Grisebach. Rhytidophyllum exsertum ingår i släktet Rhytidophyllum och familjen Gesneriaceae. Inga underarter finns listade i Catalogue of Life.

## Bildgalleri

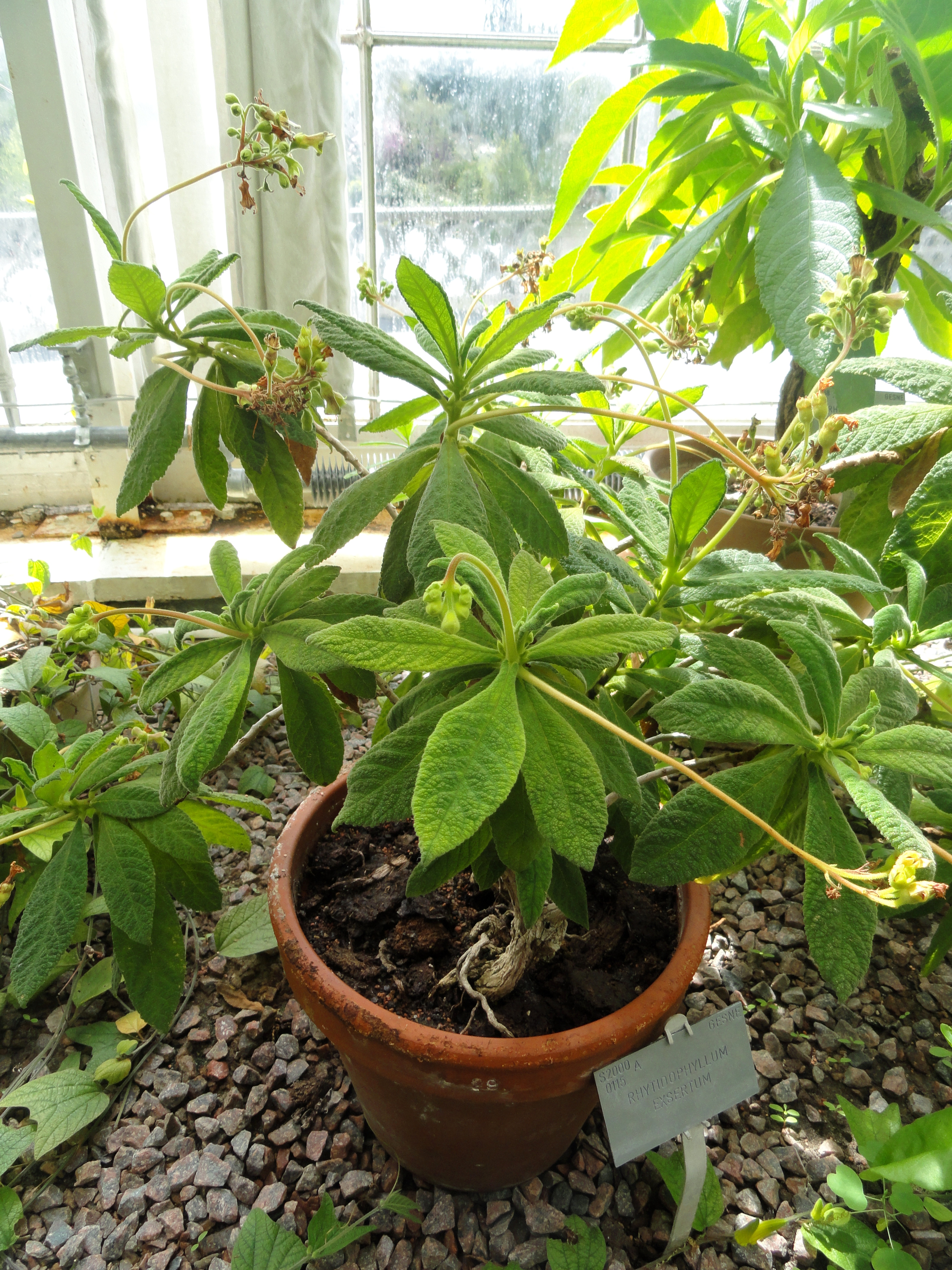
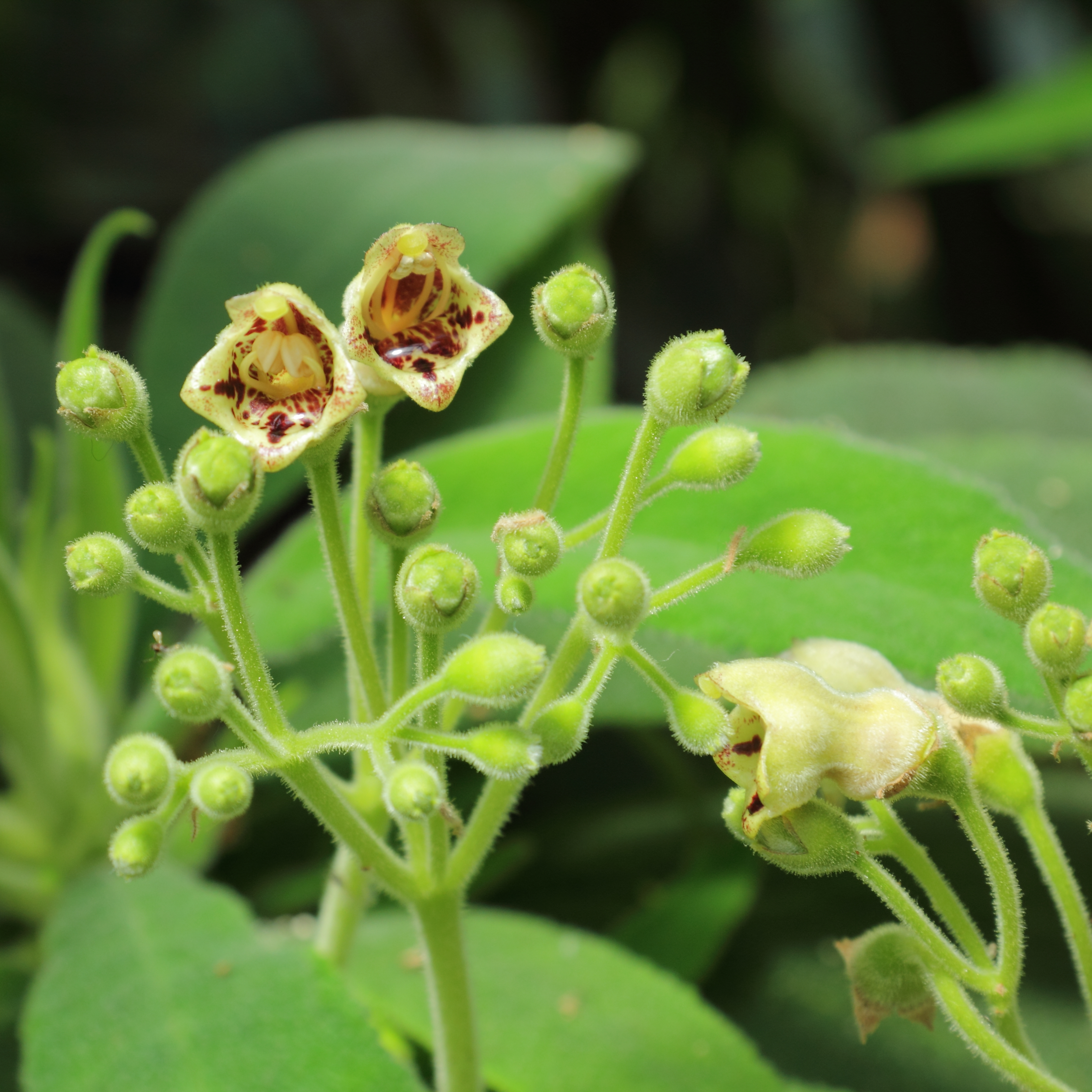